# Berthoud (gastronomia)

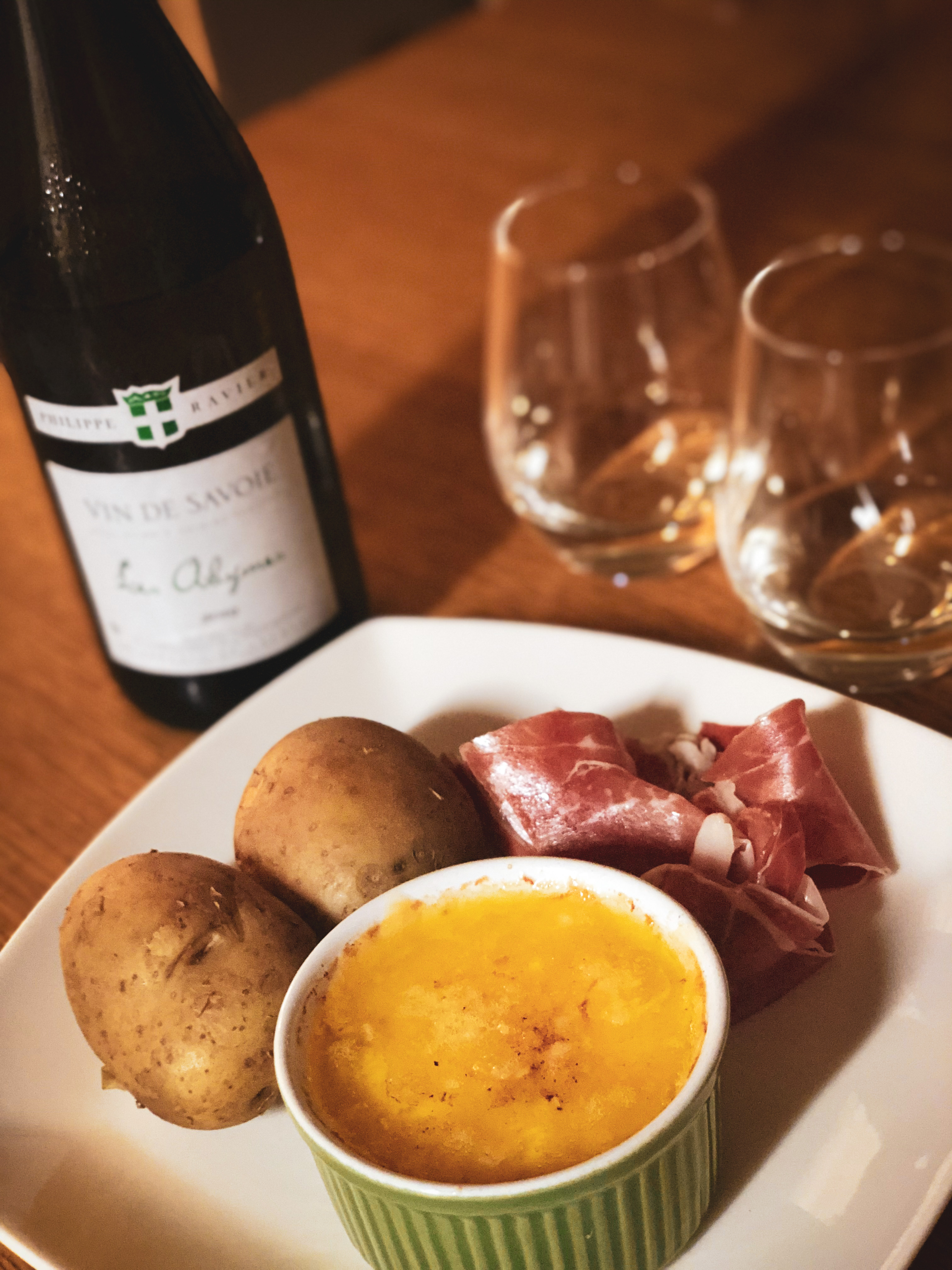

Il berthoud è un piatto unico originario dell'Alta Savoia a base di formaggio Abondance fuso e vino bianco. Questa ricetta proviene dalla zona del Chiablese. Nel 2020 ha ottenuto dall'Unione Europea il riconoscimento di Specialità tradizionale garantita.
Il piatto è servito in una spessa coppetta in porcellana da forno, denominata «coupelle à Berthoud». La consistenza a caldo è fondente, e la crosta che si forma con la cottura è di colore da dorato a bruno.

## Storia
Il «Berthoud» è nato all’inizio del XX secolo nel bistrot Cercle Républicain, situato a Concise (Thonon-les-Bains) e gestito dalla famiglia Berthoud, originaria del comune di Abondance, nella valle d’Abondance. I clienti si ristoravano con un piatto composto da formaggio «Abondance» fuso con aglio e vino bianco, pepe e noce moscata, che ha poi preso il nome della famiglia che lo preparava ed è diventato il «Berthoud». La ricetta divenne famosa e riportata in molti ricettari.

## Ingredienti
Questo piatto è fatto con formaggio Abondance, spruzzato di vino bianco dei vigneti della Savoia (Vin de Savoie o Savoie) e vino liquoroso (Madeira o Porto).
Grattugiato o tagliato, il formaggio Abondance viene posto in stampini, precedentemente strofinati con aglio. Viene poi ricoperto di vino bianco secco della Savoia, pepato e leggermente spolverato di noce moscata e pepe prima di essere infornato a 180-200 °C per una decina di minuti.
Viene servito caldo con un contorno di patate lesse servite con la buccia e accompagnato da un vino bianco della Savoia come Marin, Crépy, Ripaille o Marignan.